# AffectNet
AffectNet est une base de données créée en 2017 par des chercheurs de l'université de Denver, dédiée à l'entraînement des intelligences artificielles, pour la reconnaissance automatique des expressions faciales, et pour l'analyse automatique des émotions. C'est l'une des bases les plus larges du domaine de l'informatique affective.

## Historique
La base a été créée et développée par Ali Mollahosseini, Behzad Hasani et Mohammad H. Mahoor dont le travail a notamment été publié dans un article de la revue IEEE Transactions on Affective Computing.

## Contenu
AffectNet contient environ un million d'images faciales collectées sur Internet.
Parmi celles-ci, 440 000 ont été annotées manuellement selon :
- sept émotions discrètes : joie, tristesse, colère, surprise, peur, dégoût, mépris ;
- deux dimensions continues : valence (positivité ou négativité) et arousal (intensité émotionnelle).

Les images sont représentatives de situations réelles (in the wild), ce qui permet d'entraîner des modèles dans des conditions non contrôlées.

## Applications
AffectNet est utilisée dans plusieurs domaines :
- interfaces homme-machine ;
- analyse du comportement et marketing émotionnel ;
- santé mentale et outils de bien-être numérique ;
- entraînement et validation de réseaux neuronaux profonds pour la détection émotionnelle.

## Version étendue
Une version avancée, AffectNet+, introduit :
- des étiquettes probabilistes (soft-labels) ;
- des métadonnées supplémentaires : âge, genre, origine ethnique, posture de la tête, points de repère faciaux.

#### Conditions d'utilisation
- « AffectNet Academic Use License Agreement », sur University of Denver (consulté le 26 juillet 2025)